# Johnius novaeguineae
Johnius novaeguineae is een  straalvinnige vissensoort uit de familie van ombervissen (Sciaenidae). De wetenschappelijke naam van de soort is voor het eerst geldig gepubliceerd in 1950 door Nichols.
De soort staat op de Rode Lijst van de IUCN als niet bedreigd, beoordelingsjaar 2009.